# Heliconius clearista
Heliconius clearista är en fjärilsart som beskrevs av Charles Oberthür 1923. Heliconius clearista ingår i släktet Heliconius och familjen praktfjärilar. Inga underarter finns listade i Catalogue of Life.